# Edwardsiana projecta
Edwardsiana projecta är en insektsart som beskrevs av Erhard Christian 1953. Edwardsiana projecta ingår i släktet Edwardsiana och familjen dvärgstritar.
Artens utbredningsområde är Colorado. Inga underarter finns listade i Catalogue of Life.